# Orhideje
 Orhideje (Kaćunovke, lat. Orchidaceae) Orhideje su porodica od gotovo 1 000 rodova i više od 25 000 vrsta biljaka s lijepim cvjetovima rasprostranjenih diljem svijeta, osobito u vlažnim tropima. Orchidaceae je član reda Asparagales, reda monokotilnih cvjetnica koji također uključuje porodice šparoga i perunika. Riječ orhideja potječe od grčke riječi (orchis) za testis zbog oblika gomolja korijena kod nekih vrsta roda Orchis. Ove nedrvenaste višegodišnje biljke općenito su kopnene ili epifitske biljke (tj. rastu na drugim biljkama, a ne ukorijenjene u tlu). One koje su pričvršćene za druge biljke često su nalik na lozu i imaju spužvasti korijen koji se naziva velamen koji upija vodu iz okolnog zraka. Većina vrsta proizvodi vlastitu hranu, ali neke žive na mrtvom organskom materijalu (saprotrofni) ili im u dobivanju hrane pomaže gljiva koja živi u njihovom korijenju.

## Strukturna raznolikost
Kao skupina, orhideje se razlikuju od ostalih biljaka, ali samo po morfološkim (strukturnim) karakteristikama koje su povezane s cvijetom i njegovom organizacijom. Čak i posebne karakteristike cvjetova orhideja, kao što su mase peluda koje se nazivaju polinije, spajanje prašnika i tučka u obliku stupca i sićušne sjemenke bez endosperma nalaze se pojedinačno u drugim skupinama cvjetnica. Kombinacijom nekoliko karakteristika nastaje porodica cvjetnica, Orchidaceae.
Orhideje su uglavnom zeljaste (nedrvenaste), iako neke vrste mogu biti loze, nalik na lozu ili donekle grmolike. Mogu biti kopneni ili epifitski. Cvjetovi orhideja uvelike variraju u veličini od sićušnih cvjetova nekih vrsta iz roda Pleurothallis, koji nemaju više od oko 2 mm (0,1 inča) u promjeru, do velikih cvjetova brassije, koji mogu biti veći od 38 cm (15 inča). ) od vrhova bočnih čašica (strukture nalik laticama) do vrha dorzalne čašice. Širok raspon navika rasta varira od onih u kojima je biljka svedena na samo korijenje (Dendrophylax), do saprofitskih biljaka kojima očito nedostaje klorofil (Corallorhiza), do gigantskih biljaka (Arundina) koje površno nalikuju bambusu. Nadalje, raznolikost strukture među cvjetovima orhideja može se pripisati uglavnom metodama oprašivanja koje se nalaze u porodici ili činjenici da je porodica prilagođena za korištenje niza različitih vrsta oprašivača.

## Ekologija
Orhideje imaju široku ekološku rasprostranjenost kada se uzme u obzir cijela porodica. Iako je porodica prvenstveno tropska, brojne vrste nalaze se u sjevernim i južnim umjerenim zonama. Najmanje četiri vrste prijavljene su sjeverno od Arktičkog kruga. Brojne vrste sjevernog umjerenog pojasa nalaze se u močvarama, prerijama, travnjacima i šumama tvrdog drva.
Nekoliko vrsta Spiranthes, Habenaria i drugih orhideja nalazi se u jarcima uz cestu, često u mokrim, močvarnim staništima. U nekim područjima Sjedinjenih Država, Platanthera ciliaris bi se gotovo mogla smatrati korovom. Uvedena azijska vrsta Zeuxine strateumatica u južnoj Floridi sada je široko rasprostranjena i može se smatrati korovom.
Orhideje uspijevaju u regijama od razine mora do najmanje 4600 metara (15 000 stopa) nadmorske visine. Najveći broj vrsta orhideja nalazi se u zajednicama oblačnih šuma u tropskim regijama, obično na planinskim obroncima gdje oblaci pokrivaju planinu danju i noću. Takve šume doslovno su prekrivene mahovinama i lišajevima, a nagib tla dopušta sunčevoj svjetlosti da prodre kroz vegetaciju do tla. Ovo je savršeno stanište za epifitske orhideje, kao i za članove porodice Gesneriaceae i Araceae, paprati i brojne druge epifitske biljke.
Suprotno uvriježenom mišljenju, kišne šume na općenito ravnom terenu loša su mjesta za orhideje. U Iquitosu, na rijeci Amazoni u Peruu, zabilježeno je samo oko 125 vrsta orhideja, a mnoge od njih su prilično rijetke. Orhideje koje se pojavljuju u kišnim šumama obično su u krošnjama velikih stabala; često velike količine jedne vrste nastanjuju stablo, dok drugo stablo u blizini može imati samo jednu ili dvije dodatne vrste. Tropsko-listopadne sezonske šume tvrdog drva u tropima, gdje se javljaju izražena vlažna i suha razdoblja, često imaju brojne vrste orhideja; međutim, ovo također ima tendenciju da bude najbolje poljoprivredno zemljište, pa stoga šume ne traju dugo nakon uzgoja.
Orhideje pokazuju širok raspon ekološke tolerancije. Uz one vrste koje se nalaze iznad Arktičkog kruga, nekoliko vrsta orhideja uspijeva u pustinjskim uvjetima; na primjer, u suhim područjima sjevernog Perua, pronađeno je nekoliko vrsta orhideja koje su epifitne na kaktusima. Na poluotoku Santa Elena u zapadnom Ekvadoru, dvije vrste Oncidium kao i jedna vrsta Brassia nalaze se na kaktusima. U dijelovima Srednje Amerike jedna vrsta Brassavola raste na korijenju mangrova, često na razini plime ili samo malo iznad nje. Na Jamajci nekoliko vrsta raste na golim stijenama. U Evergladesu na Floridi u Sjedinjenim Državama, s druge strane, jedna vrsta Habenaria gotovo je vodena. U zapadnom Meksiku, jedna vrsta Pleurothallis je epifitna na lišajevima.
Orhideje variraju od vrsta koje su vrlo raširene, kao što su vrste koje se nalaze u većini tropskih područja zapadne hemisfere (npr. Ionopsis utricularioides), do nekih vrsta za koje se čini da su ograničene na jednu planinu. U Karibima, svaki od većih otoka ima priličan broj takvih ograničenih vrsta.

## Gospodarski značaj
Porodica orhideja vjerojatno je jedna od najvažnijih biljnih porodica s hortikulturnog gledišta. Osim hortikulturne namjene za koju se orhideje stavljaju, porodici nedostaje vrsta od kojih se dobivaju drugi proizvodi. Jedini komercijalno važan proizvod dobiven od orhideja je vanilija. Većina vanilije proizvodi se od jedne vrste, Vanilla planifolia, iako se komercijalno uzgajaju i dvije dodatne vrste (V. pompona i V. tahitensis). Glavna područja uzgoja vanilije su Madagaskar, Meksiko, Francuska Polinezija, Réunion, Dominika, Indonezija, Karibi, Sejšeli i Portoriko. Vanilija se uzgaja od razine mora do oko 600 metara nadmorske visine. Biljka je penjačica koja je autohtona u tropskim regijama zapadne hemisfere.
Razne druge orhideje koriste se za razne narodne lijekove. U Karibima se lukovice Bletia purpurea kuhaju, a smatra se da tekućina liječi trovanje ribom. U Maleziji žene piju napitak od kuhanog lišća Nervilia aragoana kako bi spriječile mučninu nakon poroda. U Melaki (bivša Malacca), državi u zapadnoj Maleziji, čirevi se liječe oblogom napravljenim od cijele biljke Oberonia anceps. U Čileu je Spiranthes diuretica poznat kao jak diuretik. U određenim dijelovima Ekvadora, sluz iz Catasetuma se smatra dobrom za slomljene kosti. U raznim dijelovima svijeta određene orhideje se također koriste za hranu ili dodatke prehrani. U Maleziji se lišće jedne vrste Anoectochilus prodaje kao povrće, a lišće Dendrobium salaccense kuha se kao začin uz rižu. U nekim dijelovima azijskih tropskih krajeva, gomolji nekih vrsta Gastrodia jedu se kao krumpir. Diljem svijeta nekoliko vrsta orhideja koristi se kao zamjena za ljepilo. U većini slučajeva, ljepilo je proizvedeno iz pseudolukovica. Salep se dobiva iz gomolja nekoliko vrsta roda Orchis. Gomolji se kuhaju, zatim osuše i samelju u prah. Dobiveni pripravak često se koristi kao zamjena za brašno.

## Karakteristične morfološke značajke
Primarne karakteristike koje razlikuju orhideje kao skupinu nalaze se u cvijetu. Na dnu nespecijaliziranog cvijeta koji nije orhideja nalazi se stabljika koja ga podupire, a zove se peteljka. Neposredno iznad i u dnu samog cvijeta nalazi se klupko zelenih listova sličnih organa koji se nazivaju čašice. Iznad i unutar čašičnih listića nalazi se drugi kolut obojenih latica. Zajedno se sepali i latice nazivaju perijant (ocvijeće), koji čine nereproduktivne dijelove cvijeta. Perijant štiti cvijet ili privlači oprašivače ili oboje. Unutra (također raspoređeni u pršljenove) nalaze se spolni dijelovi cvijeta. Prvo su prašnici koji proizvode pelud; svaki se stamen sastoji od antera (prašnice) na dugoj tankoj niti. U središtu cvijeta nalazi se ženski tučak, koji se sastoji od uvećanog donjeg jajnika na čijem vrhu je stabljika s trčkom na vrhu. Latice i čašice su obično slične, često jako obojene, i u setovima od tri. Jedna latica je razvijena kao platforma za slijetanje oprašivača i naziva se usnica (ili labellum).
Spolni dijelovi cvijeta orhideje prilično su različiti od ostalih općenitih cvjetova i obično karakteriziraju obitelj. Niti, prašnici, stil i stigma smanjeni su u broju i obično su spojeni u jednu strukturu koja se naziva stupac. Većina orhideja zadržava samo jedan prašnik na vrhu stupca.
Kod orhideje jajnik se sastoji od tri spojena karpela tako da su jedini vanjski dokaz njihovog postojanja tri grebena na vanjskoj strani sjemene mahune. Zrela sjemena mahuna otvara se u sredini između spojnih linija. Jajne stanice raspoređene su duž grebena unutar jajnika i razvijaju se tek neko vrijeme nakon što je cvijet oprašen, čime doprinose dugom kašnjenju između oprašivanja i otvaranja zrele mahune.
Čašični listovi i latice obično su prilično različiti i stoga zadržavaju svoju odvojenu identifikaciju. Latica nasuprot plodnom prašniku naziva se usna ili labellum. Često su dva, ili čak sva tri, čašica spojena, a usna, latice ili čašici mogu biti spojeni sa stupom na nekoj udaljenosti. Jedna od karakterističnih razlika između obitelji orhideja i drugih naprednih jednosupnica je da se plodni prašnik ili prašnici nalaze na jednoj strani cvijeta nasuprot usne. To čini cvijet bilateralno simetričnim.
Usnica je u pupoljku usmjerena prema gore, ali, kako se kasnije razvija, peteljka ili jajnik se uvija tako da je usna obično usmjerena prema dolje u trenutku kada se cvijet otvori, proces koji se naziva resupinacija.
Postoji nekoliko vrsta nektarija u orhidejama, uključujući ekstrafloralne tipove koji izlučuju nektar na vanjskoj strani pupova ili cvata (cvjetnog grozda) dok se cvijet razvija. Česti su plitki čašasti nektari na dnu usne. Neki nektarije imaju duge izdanke koji se razvijaju iz spojenih čašičnih listića ili iz baze usne. Članovi kompleksa Epidendrum imaju duge cjevaste nektarije ugrađene u bazu cvijeta uz jajnik. Poznati su nektari na bočnim režnjevima usana, a uobičajeno je opće izlučivanje nektara duž središnjeg žlijeba usne. Nektarije Orchidales prisutne su na čašicama ili laticama, ako ih uopće ima.
Kod većine orhideja prašnik je struktura nalik klobuku na vrhu stupa. Prašnik nekih primitivnijih orhideja naizgled je sličan ljiljanu ili amarilisu. Kod Habenaria i njegovih saveznika prašnik strši izvan vrha stupa, ali je potpuno pričvršćen.
Peludna zrnca obično su povezana nitima prozirne, ljepljive tvari (viscin) u mase koje se nazivaju polliniji. Postoje dvije osnovne vrste pollinija: jedan ima mekane, brašnaste pakete koji su zajedno vezani za viskoznu jezgru viskoznim nitima i naziva se sektil; druga vrsta kreće se od mekih, brašnastih polinija, preko kompaktnijih masa, do tvrdih, voštanih polinija; potonji obično imaju malo brašnastog peluda s viscinskim nitima koje pričvršćuju pollinije jedne na druge ili na viscidij. Ovaj dio pollinija naziva se kaudikula.
Stigma, obično plitka depresija na unutarnjim stranama stupa, sastoji se od tri stigmatična režnja (kao u tipičnom cvijetu jednosupnice); no kod orhideja su tri režnja spojena. Na površini stigme često se mogu vidjeti blijede linije, što ukazuje na njenu trodijelnu strukturu.
Kod većine orhideja, dio jednog od tri režnja stigme tvori rostelum, režanj tkiva koji strši prema dolje ispred prašnika odvajajući stigmu i prašnik. Dok se gostujući kukac povlači iz cvijeta, on okreće rostelum koji je prekriven ljepljivom stigmatičnom tekućinom. Pollinije se tada podižu s prašnika i prianjaju uz tijelo kukca. Neke primitivne vrste nemaju rostellum, a polinije se jednostavno zalijepe za stigmatsku tekućinu kojom se najprije namažu leđa kukca. Daljnja specijalizacija javlja se kod naprednijih orhideja kod kojih su kaudikuli pollinija već pričvršćeni za rostelum, a dio se odvaja kao ljepljivi jastučić koji se naziva viscidij. U najnaprednijim rodovima traka od neljepljivog tkiva iz stupa povezuje polinije s viscidijem. Taj se pojas tkiva naziva stručak i ne treba ga brkati s kaudikulama koje potječu od prašnika. Orhideje koje imaju stručak također imaju kaudikule koje povezuju polinije s vrhom stručka. Pollinia, stručak i viscidium nazivaju se pollinarium.
Sjemenke orhideja su izuzetno male i sadrže nediferencirani embrij koji nema endosperm. Jedna sjemenka proizvodi veliki broj malih sjemenki koje su idealne za širenje vjetrom. Sjemenkama orhideja potrebna je prisutnost gljivica (mikorize) kako bi proklijale i rasle u prirodi. Gljiva očigledno prodire u sjeme i pridonosi rastu sadnice tako što proizvodi ili opskrbljuje neke od hranjivih tvari potrebnih za rast. Još uvijek nije čvrsto utvrđeno je li gljiva neophodna za kontinuirani rast zrele biljke, ali čini se vjerojatnim da prisutnost gljive pomaže u unosu hranjivih tvari i sprječava ispiranje hranjivih tvari iz korijenskog materijala biljke. epifitske vrste. U nekim slučajevima je neophodna prisutnost određene vrste gljivica, dok u drugim slučajevima nekoliko gljiva može imati sposobnost da se uključi u proces. Moguće je uzgajati i klijati neke orhideje bez gljivica u umjetnim kulturama koje opskrbljuju potrebne hranjive tvari.
Većina vrsta tropskih orhideja su epifiti; gotovo sve orhideje u umjerenim zonama su kopnene.
Prevladavajući i možda primitivni oblik rasta u širokom rasponu jednosupnica je simpodijski rast, navika puzanja koja se sastoji od osi koja se čini kontinuiranom, ali je zapravo sastavljena od niza elemenata. Svaki od ovih elemenata ne potječe iz terminalnog pupoljka, već kao račvanje dihotomije, pri čemu je drugo račvanje slabijeg rasta ili potpuno potisnuto. Uobičajeni oblik simpodija je horizontalna struktura stabljike nalik korijenu koja se naziva rizom i završava svaku "granu". Većina primitivnih orhideja ima prilično običan izgled jednosupnice s kratkom stabljikom rizoma i uspravnim, nezadebljalim jednogodišnjim stabljikama s raštrkanim, spiralno raspoređenim listovima i završnim cvatom (cvjetnim grozdom).
Još jedan oblik rasta koji se nalazi u redu orhideja je monopodijalni habitus, u kojem stabljika ima neograničen apikalni rast, a korijenje nije ograničeno na njen bazalni dio.
Velik broj orhideja, posebno epifiti, imaju različito zadebljane stabljike ili "pseudobulbe". Iako su ove strukture prilično raznolike u obliku, one spadaju u ograničeni broj morfoloških tipova i čini se da pokazuju neke evolucijske trendove. Jedan od tih prividnih trendova je od pseudobulja (ili corms, struktura stabljike nalik na lukovice) od nekoliko ili mnogo internodija (čvorovi su područja stabljike na kojima se pričvršćuju listovi, internodiji su područja stabljike između takvih čvorova) do pseudobulja jednog internodija. Zadebljale baze stabljike mogu se naći u kopnenim ili epifitskim skupinama, ali pseudobulbe jednog internodija ograničene su na primarno epifitske skupine.
Saprofitne orhideje, one koje hranu dobivaju iz mrtve organske tvari umjesto fotosintezom, nalaze se u brojnim skupinama orhideja. Većina orhideja prolazi kroz saprofitski stadij sadnica, koji može trajati mjesecima, posebno kod kopnenih vrsta. Stoga ne iznenađuje evolucija potpuno saprofitskog životnog ciklusa u različitim skupinama orhideja. Prilagodbe za saprofitizam drastično mijenjaju vegetativne značajke, a povremeno čak i reproduktivne značajke biljke, prikrivajući tako neke karakteristike koje se inače koriste za određivanje odnosa. Saprofiti se teško uzgajaju i slabo su zastupljeni herbarijskim primjercima.

## Potporodice
1. subfamilia Apostasioideae Horaninov
2. subfamilia Cypripedioideae (Lindley) Kosteletzky, gospina papučica
3. subfamilia Epidendroideae Kosteletzky
4. subfamilia Orchidoideae Eaton
5. subfamilia Vanilloideae (Lindley) Szlachetko

## Rodovi orhideja
1. Subfamilia Apostasioideae (Lindl.) Horan.
  1. Apostasia Blume (9 spp.)
  2. Neuwiedia Blume (10 spp.)
2. Subfamilia Vanilloideae Szlach.
  1. Tribus Pogonieae Pfitzer ex Garay & Dunst.
    1. Duckeella Porto & Brade (8 spp.)
    2. Pogonia Juss. (5 spp.)
    3. Cleistesiopsis Pansarin & F. Barros (3 spp.)
    4. Cleistes Rich. (48 spp.)
    5. Isotria Raf. (2 spp.)

  2. Tribus Vanilleae Blume
    1. Epistephium Kunth (28 spp.)
    2. Clematepistephium N. Hallé (1 sp.)
    3. Eriaxis Rchb. fil. (1 sp.)
    4. Lecanorchis Blume (22 spp.)
    5. Vanilla Mill. (138 spp.)
    6. Cyrtosia Blume (7 spp.)
    7. Galeola Lour. (5 spp.)
    8. Erythrorchis Blume (2 spp.)
    9. Pseudovanilla Garay (8 spp.)
3. Subfamilia Cypripedioideae Lindl. ex Endl.
  1. Selenipedium Rchb. fil. (12 spp.)
  2. Cypripedium L. (47 spp.)
  3. Phragmipedium Rolfe (27 spp.)
  4. Mexipedium V. A. Albert & M. W. Chase (1 sp.)
  5. Paphiopedilum Pfitzer (104 spp.)
4. Subfamilia Orchidoideae Eaton
  1. Tribus Codonorchideae P. J. Cribb
    1. Codonorchis Lindl. (2 spp.)

  2. Tribus Orchideae Small
    1. Subtribus Huttonaeinae Schltr.
      1. Huttonaea Harv. (5 spp.)
      2. Pachites Lindl. (2 spp.)

    2. Subtribus Brownleeinae H. P. Linder & Kurzweil
      1. Brownleea Harv. ex Lindl. (8 spp.)
      2. Disperis Sw. (79 spp.)

    3. Subtribus Coryciinae Benth.
      1. Pterygodium Sw. (19 spp.)
      2. Corycium Sw. (13 spp.)
      3. Evotella Kurzweil & H. P. Linder (2 spp.)
      4. Ceratandra Eckl. ex F. A. Bauer (6 spp.)

    4. Subtribus Disinae Lindl. ex Benth.
      1. Disa Bergius (184 spp.)

    5. Subtribus Satyriinae Pfitzer
      1. Satyrium Sw. (91 spp.)

    6. Subtribus Habenariinae Benth.
      1. Herminium L. (51 spp.)
      2. Hsenhsua X. H. Jin, Schuit. & W. T. Jin (1 sp.)
      3. xHerminorchis P. Fourn. (0 sp.)
      4. Tylostigma Schltr. (8 spp.)
      5. Oligophyton H. P. Linder (1 sp.)
      6. Benthamia A. Rich. (32 spp.)
      7. Pecteilis Raf. (10 spp.)
      8. Gennaria Parl. (2 spp.)
      9. Peristylus Blume (101 spp.)
      10. Stenoglottis Lindl. (6 spp.)
      11. Habenaria Willd. (899 spp.)
      12. Odisha S. Misra (2 spp.)
      13. Centrostigma Schltr. (3 spp.)
      14. Bonatea Willd. (13 spp.)
      15. Cynorkis Thouars (180 spp.)
      16. Thulinia P. J. Cribb (1 sp.)
      17. Veyretella Szlach. & Olszewski (2 spp.)
      18. Cooktownia D. L. Jones (1 sp.)
      19. Platycoryne Rchb. fil. (21 spp.)
      20. Aziza Farminhão & D´haijère (1 sp.)
      21. Megalorchis H. Perrier (1 sp.)
      22. Diplomeris D. Don (3 spp.)
      23. Roeperocharis Rchb. fil. (9 spp.)
      24. Holothrix Rich. (45 spp.)
      25. Brachycorythis Lindl. (41 spp.)
      26. Neobolusia Schltr. (3 spp.)
      27. Schizochilus Sond. (11 spp.)
      28. Dracomonticola H. P. Linder & Kurzweil (1 sp.)

    7. Subtribus Orchidinae Dressler & Dodson ex Reveal
      1. Neotinea Rchb. fil. (5 spp.)
      2. Chamorchis Rich. (1 sp.)
      3. Steveniella Schltr. (1 sp.)
      4. Himantoglossum W. D. J. Koch (10 spp.)
      5. xOrchimantoglossum Asch. & Graebn. (0 sp.)
      6. Ophrys L. (84 spp.)
      7. Serapias L. (20 spp.)
      8. xSerapicamptis Godfery (3 spp.)
      9. xSerapirhiza Potucek (0 sp.)
      10. Anacamptis Rich. (21 spp.)
      11. Orchis L. (26 spp.)
      12. Traunsteinera Rchb. (2 spp.)
      13. Pseudorchis Ség. (2 spp.)
      14. xPseudorhiza P. F. Hunt (0 sp.)
      15. xPseudanthera McKean (0 sp.)
      16. xPseudinium P. F. Hunt (0 sp.)
      17. Platanthera Rich. (149 spp.)
      18. Galearis Raf. (11 spp.)
      19. xDactylanthera P. F. Hunt & Summerh. (1 sp.)
      20. Dactylorhiza Neck. (53 spp.)
      21. xDactyloglossum P. F. Hunt & Summerh. (0 sp.)
      22. xGymnoglossum Rolfe (0 sp.)
      23. Gymnadenia R. Br. (8 spp.)
      24. xGymnigritella E. G. Camus (0 sp.)
      25. Nigritella Rich. (12 spp.)
      26. xDactylodenia Garay & H. R. Sweet (3 spp.)
      27. xOrchigymnadenia E. G. Camus (0 sp.)
      28. xPseudadenia P. F. Hunt (1 sp.)
      29. xGymnotraunsteinera Cif. & Giacom. (0 sp.)
      30. xGymplatanthera E. G. Camus (0 sp.)
      31. xPseuditella P. F. Hunt (0 sp.)
      32. Sirindhornia H. A. Pedersen & Suksathan (3 spp.)
      33. Hemipilia Lindl. (72 spp.)

    8. Subtribus Vietorchidinae Aver.
      1. Silvorchis J. J. Sm. (4 spp.)

  3. Tribus Diurideae Endl. ex Butzin
    1. Subtribus Rhizanthellinae R. S. Rogers
      1. Rhizanthella R. S. Rogers (5 spp.)

    2. Subtribus Prasophyllinae Schltr.
      1. Prasophyllum R. Br. (159 spp.)
      2. Genoplesium R. Br. (59 spp.)
      3. Microtis R. Br. (23 spp.)

    3. Subtribus Cryptostylidinae Schltr.
      1. Cryptostylis R. Br. (23 spp.)
      2. Coilochilus Schltr. (1 sp.)

    4. Subtribus Drakaeinae Schltr.
      1. Chiloglottis R. Br. (27 spp.)
      2. Drakaea Lindl. (10 spp.)
      3. Spiculaea Lindl. (1 sp.)
      4. Arthrochilus F. Muell. (15 spp.)
      5. Paracaleana Blaxell (14 spp.)
      6. Caleana R. Br. (1 sp.)

    5. Subtribus Megastylidinae Schltr.
      1. Rimacola Rupp (1 sp.)
      2. Lyperanthus R. Br. (2 spp.)
      3. Waireia D. L. Jones, Clem. & Molloy (1 sp.)
      4. Pyrorchis D. L. Jones & M. A. Clem. (2 spp.)
      5. Burnettia Lindl. (1 sp.)
      6. Leporella A. S. George (1 sp.)
      7. Megastylis (Schltr.) Schltr. (6 spp.)

    6. Subtribus Acianthinae (Lindl.) Schltr.
      1. Stigmatodactylus Maxim. ex Makino (26 spp.)
      2. Cyrtostylis R. Br. (5 spp.)
      3. Acianthus R. Br. (8 spp.)
      4. Townsonia Cheeseman (3 spp.)
      5. Corybas R. Br. (159 spp.)

    7. Subtribus Diuridinae Lindl. ex Meisn.
      1. Diuris Sm. (104 spp.)
      2. Orthoceras R. Br. (2 spp.)

    8. Subtribus Caladeniinae Pfitzer
      1. Aporostylis Rupp & Hatch (1 sp.)
      2. Adenochilus Hook. fil. (2 spp.)
      3. Eriochilus R. Br. (12 spp.)
      4. Leptoceras Lindl. (1 sp.)
      5. Praecoxanthus Hopper & A. P. Br. (1 sp.)
      6. Elythranthera (Lindl.) A. S. George (2 spp.)
      7. Pheladenia D. L. Jones & M. A. Clem. (1 sp.)
      8. Caladenia R. Br. (310 spp.)

    9. Subtribus Thelymitrinae Lindl. ex Meisn.
      1. Calochilus R. Br. (28 spp.)
      2. Epiblema R. Br. (1 sp.)
      3. Thelymitra J. R. Forst. & G. Forst. (118 spp.)

  4. Tribus Cranichideae (Lindl.) Endl.
    1. Subtribus Chloraeinae Pfitzer
      1. Chloraea Lindl. (52 spp.)
      2. Gavilea Poepp. (17 spp.)
      3. Bipinnula Comm. ex Juss. (12 spp.)

    2. Subtribus Pterostylidinae Pfitzer
      1. Pterostylis R. Br. (311 spp.)
      2. Achlydosa M. A. Clem. & D. L. Jones (1 sp.)

    3. Subtribus Physurinae Lindl. ex Meisn.
      1. Pachyplectron Schltr. (3 spp.)
      2. Microchilus C. Presl (273 spp.)
      3. Erythrodes Blume (24 spp.)
      4. Goodyera R. Br. (94 spp.)
      5. Danhatchia Garay & Christenson (3 spp.)
      6. Gonatostylis Schltr. (2 spp.)
      7. Halleorchis Szlach. & Olszewski (1 sp.)
      8. Platylepis A. Rich. (20 spp.)
      9. Schuitemania Ormerod (1 sp.)
      10. Orchipedum Breda, Kuhl & Hasselt (3 spp.)
      11. Herpysma Lindl. (1 sp.)
      12. Hylophila Lindl. (6 spp.)
      13. Lepidogyne Blume (1 sp.)
      14. Eurycentrum Schltr. (4 spp.)
      15. Cystorchis Blume (19 spp.)
      16. Zeuxinella Aver. (1 sp.)
      17. Ludisia A. Rich. (2 spp.)
      18. Dossinia C. Morren (1 sp.)
      19. Macodes (Blume) Lindl. (12 spp.)
      20. Papuaea Schltr. (1 sp.)
      21. Chamaegastrodia Makino & F. Maek. (3 spp.)
      22. Cheirostylis Blume (61 spp.)
      23. Zeuxine Lindl. (83 spp.)
      24. Hetaeria Blume (27 spp.)
      25. Rhomboda Lindl. (25 spp.)
      26. Vrydagzynea Blume (42 spp.)
      27. Odontochilus Blume (75 spp.)
      28. Anoectochilus Blume (48 spp.)
      29. Aenhenrya Gopalan (2 spp.)

    4. Subtribus Manniellinae Schltr.
      1. Manniella Rchb. fil. (1 sp.)

    5. Subtribus Cranichidinae Lindl. ex Meisn.
      1. Prescottia Lindl. (25 spp.)
      2. Galeoglossum A. Rich. & Galeotti (3 spp.)
      3. Stenoptera C. Presl (11 spp.)
      4. Gomphichis Lindl. (31 spp.)
      5. Porphyrostachys Rchb. fil. (2 spp.)
      6. Solenocentrum Schltr. (4 spp.)
      7. Pseudocentrum Lindl. (16 spp.)
      8. Baskervilla Lindl. (11 spp.)
      9. Ponthieva R. Br. (74 spp.)
      10. Pterichis Lindl. (41 spp.)
      11. Cranichis Sw. (79 spp.)
      12. Fuertesiella Schltr. (1 sp.)
      13. Nezahualcoyotlia R. González (1 sp.)
      14. Altensteinia Kunth (8 spp.)
      15. Aa Rchb. fil. (25 spp.)
      16. Myrosmodes Rchb. fil. (17 spp.)

    6. Subtribus Discyphinae
      1. Discyphus Schltr. (1 sp.)

    7. Subtribus Spiranthinae Lindl. ex Meisn.
      1. Cotylolabium Garay (1 sp.)
      2. Stenorrhynchos Rich. (9 spp.)
      3. Eltroplectris Raf. (16 spp.)
      4. Mesadenella Pabst & Garay (11 spp.)
      5. Sacoila Raf. (9 spp.)
      6. Pteroglossa Schltr. (16 spp.)
      7. Skeptrostachys Garay (13 spp.)
      8. Lyroglossa Schltr. (2 spp.)
      9. Cyclopogon C. Presl (96 spp.)
      10. Hapalorchis Schltr. (14 spp.)
      11. Pelexia Poit. ex Rich. (100 spp.)
      12. Sarcoglottis C. Presl (57 spp.)
      13. Veyretia Szlach. (10 spp.)
      14. Thelyschista Garay (1 sp.)
      15. Coccineorchis Schltr. (8 spp.)
      16. Odontorrhynchus M. N. Correa (8 spp.)
      17. Sauroglossum Lindl. (11 spp.)
      18. Buchtienia Schltr. (3 spp.)
      19. Brachystele Schltr. (23 spp.)
      20. Degranvillea Determann (1 sp.)
      21. Cybebus Garay (1 sp.)
      22. Eurystyles Wawra (24 spp.)
      23. Lankesterella Ames (9 spp.)
      24. Quechua Salazar & L. Jost (1 sp.)
      25. Nothostele Garay (2 spp.)
      26. Spiranthes Rich. (43 spp.)
      27. Dichromanthus Garay (2 spp.)
      28. Deiregyne Schltr. (25 spp.)
      29. Svenkoeltzia Burns-Bal. (3 spp.)
      30. Sotoa Salazar (1 sp.)
      31. Aulosepalum Garay (9 spp.)
      32. Beloglottis Schltr. (8 spp.)
      33. Mesadenus Schltr. (3 spp.)
      34. Stalkya Garay (1 sp.)
      35. Funkiella Schltr. (11 spp.)
      36. Microthelys Garay (4 spp.)
      37. Schiedeella Schltr. (19 spp.)
      38. Greenwoodiella Salazar, Hern.-López & J. Sharma (3 spp.)
      39. Physogyne Garay (3 spp.)
      40. Pseudogoodyera Schltr. (2 spp.)
      41. Aracamunia Carnevali & I. Ramírez (1 sp.)
      42. Helonoma Garay (2 spp.)
      43. Kionophyton Garay (1 sp.)

    8. Subtribus Galeottiellinae Salazar & M. W. Chase
      1. Galeottiella Schltr. (1 sp.)
5. Subfamily Epidendroideae Lindl.
  1. Tribus Neottieae Lindl.
    1. Neottia Guett. (78 spp.)
    2. Holopogon Kom. & Nevski (7 spp.)
    3. Diplandrorchis S. C. Chen (1 sp.)
    4. Aphyllorchis Blume (21 spp.)
    5. Epipactis Sw. (65 spp.)
    6. Cephalanthera Rich. (22 spp.)
    7. ×Cephalopactis Asch. & Graebn. (0 sp.)
    8. Limodorum Boehm. (2 spp.)
    9. Palmorchis Barb. Rodr. (39 spp.)

  2. Tribus Sobralieae Pfitzer
    1. Sertifera Lindl. & Rchb. fil. (10 spp.)
    2. Elleanthus C. Presl (132 spp.)
    3. Sobralia Ruiz & Pav. (169 spp.)

  3. Tribus Triphoreae Dressler
    1. Subtribus Diceratostelinae (Dressler) Szlach.
      1. Diceratostele Summerh. (1 sp.)

    2. Subtribus Triphorinae (Dressler) Szlach.
      1. Triphora Nutt. (23 spp.)
      2. Monophyllorchis Schltr. (4 spp.)
      3. Pogoniopsis Rchb. fil. (2 spp.)
      4. Psilochilus Barb. Rodr. (19 spp.)

  4. Tribus Xerorchideae P. J. Cribb
    1. Xerorchis Schltr. (2 spp.)

  5. Tribus Wullschlaegelieae
    1. Wullschlaegelia Rchb. fil. (2 spp.)

  6. Tribus Gastrodieae Lindl.
    1. Gastrodia R. Br. (97 spp.)
    2. Uleiorchis Hoehne (4 spp.)
    3. Auxopus Schltr. (4 spp.)
    4. Didymoplexis Griff. (31 spp.)

  7. Tribus Nervilieae Dressler
    1. Subtribus Nerviliinae Schltr.
      1. Nervilia Comm. ex Gaudich. (79 spp.)

    2. Subtribus Epipogoniinae Schltr.
      1. Epipogium Borkh. (6 spp.)
      2. Stereosandra Blume (1 sp.)

  8. Tribus Tropidieae (Pfitzer) Dressler
    1. Tropidia Lindl. (35 spp.)
    2. Corymborkis Thouars (9 spp.)

  9. Tribus Thaieae X. G. Jin & X. G. Xiang
    1. Thaia Seidenf. (1 sp.)

  10. Tribus Arethuseae Lindl.
    1. Subtribus Arethusinae Benth.
      1. Calopogon R. Br. (5 spp.)
      2. Arethusa L. (1 sp.)
      3. Anthogonium Wall. ex Lindl. (1 sp.)
      4. Arundina Blume (1 sp.)
      5. Eleorchis F. Maek. (1 sp.)

    2. Subtribus Coelogyninae Benth.
      1. Pleione D. Don (24 spp.)
      2. Thunia Rchb. fil. (5 spp.)
      3. Dilochia Lindl. (10 spp.)
      4. Thuniopsis L. Li, D. P. Ye & Shi J. Li (2 spp.)
      5. Bletilla Rchb. fil. (5 spp.)
      6. Mengzia W. C. Huang, Z. J. Liu & C. Hu (1 sp.)
      7. Aglossorrhyncha Schltr. (12 spp.)
      8. Glomera Blume (157 spp.)
      9. Coelogyne Lindl. (607 spp.)

  11. Tribus Malaxideae Lindl.
    1. Subtribus Dendrobiinae
      1. Epigeneium Gagnep. (43 spp.)
      2. Dendrobium Sw. (1624 spp.)
      3. Bulbophyllum Thouars (2180 spp.)

    2. Subtribus Malaxidinae Benth. & Hook. fil.
      1. Liparis Rich. (329 spp.)
      2. Stichorkis Thouars (115 spp.)
      3. Blepharoglossum (Schltr.) L. Li (38 spp.)
      4. Ypsilorchis Z. J. Liu, S. C. Chen & L. J. Chen (1 sp.)
      5. Dienia Lindl. (6 spp.)
      6. Crepidium Blume (307 spp.)
      7. Oberonioides Szlach. (7 spp.)
      8. Malaxis Sol. ex Sw. (175 spp.)
      9. Crossoliparis Marg. (1 sp.)
      10. Tamayorkis Szlach. (1 sp.)
      11. Hammarbya Kuntze (1 sp.)
      12. Crossoglossa Dressler & Dodson (50 spp.)
      13. Alatiliparis Marg. & Szlach. (14 spp.)
      14. Orestias Ridl. (4 spp.)
      15. Oberonia Lindl. (343 spp.)
      16. Hippeophyllum Schltr. (10 spp.)

  12. Tribus Podochileae Pfitzer
    1. Podochilus Blume (65 spp.)
    2. Appendicula Blume (156 spp.)
    3. Ascidieria Seidenf. (9 spp.)
    4. Eria Lindl. (44 spp.)
    5. Bryobium Lindl. (29 spp.)
    6. Aeridostachya (Hook. fil.) Brieger (21 spp.)
    7. Cylindrolobus Blume (84 spp.)
    8. Callostylis Blume (5 spp.)
    9. Bambuseria Schuit., Y. P. Ng & H. A. Pedersen (2 spp.)
    10. Pseuderia Schltr. (21 spp.)
    11. Dendrolirium Blume (15 spp.)
    12. Pinalia Buch.-Ham. ex D. Don (181 spp.)
    13. Campanulorchis Brieger (4 spp.)
    14. Strongyleria (Pfitzer) Schuit., Y. P. Ng & H. A. Pedersen (4 spp.)
    15. Mycaranthes Blume (39 spp.)
    16. Dilochiopsis (Hook. fil.) Brieger (1 sp.)
    17. Trichotosia Blume (80 spp.)
    18. Oxystophyllum Blume (36 spp.)
    19. Porpax Lindl. (56 spp.)
    20. Epiblastus Schltr. (23 spp.)
    21. Ceratostylis Blume (155 spp.)
    22. Mediocalcar J. J. Sm. (17 spp.)
    23. Cryptochilus Wall. (8 spp.)
    24. Poaephyllum Ridl. (8 spp.)
    25. Subtribus Thelasinae Ridl.
      1. Ridleyella Schltr. (1 sp.)
      2. Octarrhena Thwaites (57 spp.)
      3. Thelasis Blume (29 spp.)
      4. Phreatia Lindl. (212 spp.)

  13. Tribus Collabieae Pfitzer
    1. Acanthephippium Blume ex Endl. (12 spp.)
    2. Ancistrochilus Rolfe (2 spp.)
    3. Styloglossum Breda, Kuhl & Hasselt (47 spp.)
    4. Calanthe R. Br. (177 spp.)
    5. Phaius Lour. (46 spp.)
    6. Cephalantheropsis Guillaumin (5 spp.)
    7. Preptanthe Rchb. fil. (8 spp.)
    8. Gastrorchis Thouars (11 spp.)
    9. Chrysoglossum Blume (4 spp.)
    10. Eriodes Rolfe (1 sp.)
    11. Spathoglottis Blume (41 spp.)
    12. Ipsea Lindl. (3 spp.)
    13. Pachystoma Blume (3 spp.)
    14. Plocoglottis Blume (37 spp.)
    15. Pilophyllum Schltr. (1 sp.)
    16. Diglyphosa Blume (1 sp.)
    17. Risleya King & Pantl. (1 sp.)
    18. Collabium Blume (15 spp.)
    19. Nephelaphyllum Blume (11 spp.)
    20. Hancockia Rolfe (1 sp.)
    21. Tainia Blume (38 spp.)

  14. Tribus Vandeae Lindl.
    1. Subtribus Adrorhizinae Schltr.
      1. Adrorhizon Hook. fil. (1 sp.)
      2. Sirhookera Kuntze (2 spp.)
      3. Bromheadia Lindl. (31 spp.)

    2. Subtribus Polystachyinae
      1. Polystachya Hook. (262 spp.)
      2. Hederorkis Thouars (2 spp.)

    3. Subtribus Angraecinae
      1. Angraecum Bory (223 spp.)
      2. Jumellea Schltr. (66 spp.)
      3. Lemurorchis Kraenzl. (1 sp.)
      4. Sobennikoffia Schltr. (4 spp.)
      5. Oeoniella Schltr. (2 spp.)
      6. Ambrella H. Perrier (1 sp.)
      7. Lemurella Schltr. (4 spp.)
      8. Cryptopus Lindl. (4 spp.)
      9. Neobathiea Schltr. (7 spp.)
      10. Oeonia Lindl. (5 spp.)
      11. Aeranthes Lindl. (47 spp.)
      12. Calyptrochilum Kraenzl. (3 spp.)
      13. Listrostachys Rchb. fil. (1 sp.)
      14. Campylocentrum Benth. (88 spp.)
      15. Dendrophylax Rchb. fil. (15 spp.)
      16. Erasanthe P. J. Cribb, Hermans & D. L. Roberts (1 sp.)
      17. Aerangis Rchb. fil. (58 spp.)
      18. Summerhayesia P. J. Cribb (3 spp.)
      19. Amesiella Schltr. ex Garay (2 spp.)
      20. Microcoelia Lindl. (33 spp.)
      21. Chauliodon Summerh. (1 sp.)
      22. Taeniorrhiza Summerh. (1 sp.)
      23. Dinklageella Mansf. (4 spp.)
      24. Solenangis Schltr. (8 spp.)
      25. Beclardia A. Rich. (2 spp.)
      26. Eurychone Schltr. (2 spp.)
      27. Eggelingia Summerh. (3 spp.)
      28. Tridactyle Schltr. (46 spp.)
      29. Cardiochilos P. J. Cribb (1 sp.)
      30. Nephrangis (Schltr.) Summerh. (1 sp.)
      31. Ypsilopus Summerh. (13 spp.)
      32. Ancistrorhynchus Finet (18 spp.)
      33. Bolusiella Schltr. (5 spp.)
      34. Plectrelminthus Raf. (1 sp.)
      35. Cyrtorchis Schltr. (19 spp.)
      36. Planetangis Stévart & Farminhão (1 sp.)
      37. Podangis Schltr. (3 spp.)
      38. Kylicanthe Descourv., Stévart & Droissart (7 spp.)
      39. Diaphananthe Schltr. (30 spp.)
      40. Rhipidoglossum Schltr. (49 spp.)
      41. Sarcorhynchus Schltr. (3 spp.)
      42. Mystacidium Lindl. (24 spp.)
      43. Sphyrarhynchus Mansf. (3 spp.)
      44. Angraecopsis Kraenzl. (19 spp.)
      45. Triceratorhynchus Summerh. (3 spp.)

    4. Subtribus Aeridinae
      1. Pennilabium J. J. Sm. (18 spp.)
      2. Ceratocentron Senghas (1 sp.)
      3. Hymenorchis Schltr. (14 spp.)
      4. Omoea Blume (2 spp.)
      5. Santotomasia Ormerod (1 sp.)
      6. Trachoma Garay (16 spp.)
      7. Tuberolabium Yamam. (13 spp.)
      8. Porrorhachis Garay (2 spp.)
      9. Saccolabium Blume (4 spp.)
      10. Chamaeanthus Schltr. (5 spp.)
      11. Chroniochilus J. J. Sm. (5 spp.)
      12. Grosourdya Rchb. fil. (34 spp.)
      13. Kipandiorchis P. O´Byrne & Gokusing (2 spp.)
      14. Luisia Gaudich. (49 spp.)
      15. Gastrochilus D. Don (81 spp.)
      16. Biermannia King & Pantl. (10 spp.)
      17. Taprobanea Christenson (1 sp.)
      18. Dyakia Christenson (1 sp.)
      19. Dryadorchis Schltr. (5 spp.)
      20. Phragmorchis L. O. Williams (1 sp.)
      21. Robiquetia Gaudich. (93 spp.)
      22. Malleola J. J. Sm. & Schltr. ex Schltr. (4 spp.)
      23. Uncifera Lindl. (6 spp.)
      24. Aerides Lour. (30 spp.)
      25. Papilionanthe Schltr. (12 spp.)
      26. Vanda Jones (92 spp.)
      27. Seidenfadenia Garay (1 sp.)
      28. Paraholcoglossum Z. J. Liu, S. C. Chen & L. J. Chen (2 spp.)
      29. Holcoglossum Schltr. (18 spp.)
      30. Rhynchostylis Blume (6 spp.)
      31. Phalaenopsis Blume (84 spp.)
      32. Paraphalaenopsis A. D. Hawkes (4 spp.)
      33. Pteroceras Hasselt ex Hassk. (13 spp.)
      34. Brachypeza Schltr. ex Garay (12 spp.)
      35. Macropodanthus L. O. Williams (12 spp.)
      36. Dimorphorchis Rolfe (10 spp.)
      37. Cottonia Wight (1 sp.)
      38. Diploprora Hook. fil. (2 spp.)
      39. Drymoanthus Nicholls (8 spp.)
      40. Vandopsis Pfitzer (2 spp.)
      41. Cymbilabia D. K. Liu & Ming H. Li (3 spp.)
      42. Sarcanthopsis Garay (6 spp.)
      43. Acampe Lindl. (10 spp.)
      44. Saccolabiopsis J. J. Sm. (15 spp.)
      45. Schoenorchis Reinw. (30 spp.)
      46. Seidenfadeniella C. S. Kumar (4 spp.)
      47. Pelatantheria Ridl. (8 spp.)
      48. Jejewoodia Szlach. (6 spp.)
      49. Trichoglottis Blume (86 spp.)
      50. Pomatocalpa Breda, Kuhl & Hasselt (24 spp.)
      51. Plectorrhiza Dockrill (6 spp.)
      52. Renanthera Lour. (26 spp.)
      53. Sarcoglyphis Garay (14 spp.)
      54. Cleisomeria Lindl. ex G. Don (2 spp.)
      55. Diplocentrum Lindl. (2 spp.)
      56. Smitinandia Holttum (3 spp.)
      57. Deceptor Seidenf. (1 sp.)
      58. Cleisostomopsis Seidenf. (2 spp.)
      59. Cleisostoma Blume (107 spp.)
      60. Stereochilus Lindl. (9 spp.)
      61. Micropera Lindl. (21 spp.)
      62. Bidoupia Aver., Ormerod & Duy (2 spp.)
      63. Arachnis Blume (18 spp.)
      64. Ascochilus Ridl. (2 spp.)
      65. Bogoria J. J. Sm. (12 spp.)
      66. Thrixspermum Lour. (199 spp.)
      67. Cleisocentron Brühl (9 spp.)
      68. Rhynchogyna Seidenf. & Garay (2 spp.)
      69. Chiloschista Lindl. (25 spp.)
      70. Sarcochilus R. Br. (25 spp.)
      71. Ophioglossella Schuit. & Ormerod (1 sp.)
      72. Mobilabium Rupp (1 sp.)
      73. Peristeranthus P. F. Hunt (1 sp.)
      74. Rhinerrhiza Rupp (2 spp.)
      75. Parasarcochilus Dockrill (3 spp.)
      76. Eclecticus P. O´Byrne (1 sp.)
      77. Adenoncos Blume (18 spp.)
      78. Microsaccus Blume (13 spp.)
      79. Calymmanthera Schltr. (6 spp.)
      80. Sarcophyton Garay (3 spp.)
      81. Taeniophyllum Blume (245 spp.)

  15. Tribus Cymbidieae Pfitzer
    1. Subtribus Cymbidiinae Benth.
      1. Cymbidium Sw. (80 spp.)
      2. Acriopsis Reinw. ex Blume (6 spp.)
      3. Thecopus Seidenf. (2 spp.)
      4. Thecostele Rchb. fil. (1 sp.)
      5. Devogelia Schuit. (1 sp.)
      6. Grammatophyllum Blume (13 spp.)
      7. Porphyroglottis Ridl. (1 sp.)

    2. Subtribus Eulophiinae Benth.
      1. Ansellia Lindl. (1 sp.)
      2. Claderia Hook. fil. (1 sp.)
      3. Imerinaea Schltr. (1 sp.)
      4. Graphorkis Thouars (4 spp.)
      5. Eulophia R. Br. (275 spp.)

    3. Subtribus Catasetinae Schltr.
      1. Cyanaeorchis Barb. Rodr. (3 spp.)
      2. Grobya Lindl. (5 spp.)
      3. Galeandra Lindl. (32 spp.)
      4. Clowesia Lindl. (8 spp.)
      5. Catasetum Rich. ex Kunth (182 spp.)
      6. Dressleria Dodson (13 spp.)
      7. Cycnoches Lindl. (31 spp.)
      8. Mormodes Lindl. (89 spp.)

    4. Subtribus Cyrtopodiinae Benth.
      1. Cyrtopodium R. Br. (49 spp.)

    5. Subtribus Oncidiinae Benth.
      1. Psychopsis Raf. (4 spp.)
      2. Psychopsiella Lückel & Braem (1 sp.)
      3. Trichopilia Lindl. (43 spp.)
      4. Cuitlauzina La Llave & Lex. (9 spp.)
      5. Rossioglossum (Schltr.) Garay & G. C. Kenn. (12 spp.)
      6. Cohniella Pfitzer (26 spp.)
      7. Trichocentrum Poepp. & Endl. (65 spp.)
      8. Grandiphyllum Docha Neto (11 spp.)
      9. Saundersia Rchb. fil. (2 spp.)
      10. Lockhartia Hook. (33 spp.)
      11. Ornithocephalus Hook. (54 spp.)
      12. Dunstervillea Garay (1 sp.)
      13. Caluera Dodson & Determann (5 spp.)
      14. Eloyella P. Ortiz (10 spp.)
      15. Zygostates Lindl. (28 spp.)
      16. Phymatidium Lindl. (10 spp.)
      17. Rauhiella Pabst & P. I. S. Braga (3 spp.)
      18. Chytroglossa Rchb. fil. (3 spp.)
      19. Thysanoglossa Porto & Brade (3 spp.)
      20. Platyrhiza Barb. Rodr. (1 sp.)
      21. Hintonella Ames (1 sp.)
      22. Centroglossa Barb. Rodr. (7 spp.)
      23. Trichoceros Kunth (9 spp.)
      24. Telipogon Mutis ex Kunth (247 spp.)
      25. Hofmeisterella Rchb. fil. (3 spp.)
      26. Fernandezia Lindl. (104 spp.)
      27. Vitekorchis Romowicz & Szlach. (7 spp.)
      28. Oncidium Sw. (374 spp.)
      29. Ecuadorella Dodson & G. A. Romero (3 spp.)
      30. Nohawilliamsia M. W. Chase & Whitten (1 sp.)
      31. Otoglossum (Schltr.) Garay & Dunst. (24 spp.)
      32. Cyrtochiloides N. H. Williams & M. W. Chase (3 spp.)
      33. Miltoniopsis God.-Leb. (6 spp.)
      34. Caucaea Schltr. (26 spp.)
      35. Cyrtochilum Kunth (204 spp.)
      36. Miltonia Lindl. (11 spp.)
      37. Cischweinfia Dressler & N. H. Williams (11 spp.)
      38. Oliveriana Rchb. fil. (14 spp.)
      39. Systeloglossum Schltr. (5 spp.)
      40. Aspasia Lindl. (7 spp.)
      41. Brassia R. Br. (67 spp.)
      42. Tolumnia Raf. (26 spp.)
      43. Erycina Lindl. (7 spp.)
      44. Rhynchostele Rchb. fil. (18 spp.)
      45. Notyliopsis P. Ortiz (1 sp.)
      46. Zelenkoa Chase & Williams (1 sp.)
      47. Gomesa R. Br. (139 spp.)
      48. Solenidium Lindl. (3 spp.)
      49. Capanemia Barb. Rodr. (17 spp.)
      50. Plectrophora H. Focke (9 spp.)
      51. Leochilus Knowles & Westc. (14 spp.)
      52. Pterostemma Kraenzl. (6 spp.)
      53. Schunkea Senghas (1 sp.)
      54. Suarezia Dodson (1 sp.)
      55. Sanderella Kuntze (2 spp.)
      56. Rodriguezia Ruiz & Pav. (48 spp.)
      57. Seegeriella Senghas (3 spp.)
      58. Warmingia Rchb. fil. (4 spp.)
      59. Macradenia R. Br. (10 spp.)
      60. Trizeuxis Lindl. (1 sp.)
      61. Macroclinium Barb. Rodr. (48 spp.)
      62. Santanderella P. Ortiz (1 sp.)
      63. Cypholoron Dodson & Dressler (2 spp.)
      64. Notylia Lindl. (52 spp.)
      65. Polyotidium Garay (1 sp.)
      66. Sutrina Lindl. (2 spp.)
      67. Ionopsis Kunth (7 spp.)
      68. Comparettia Poepp. & Endl. (88 spp.)
      69. Quekettia Lindl. (7 spp.)
      70. Archivea Christenson & Jenny (1 sp.)

    6. Subtribus Eriopsidinae Szlach.
      1. Eriopsis Lindl. (5 spp.)

    7. Subtribus Maxillariinae Benth.
      1. Maxillaria Ruiz & Pav. (661 spp.)
      2. Neomoorea Rolfe (1 sp.)
      3. Lycaste Lindl. (50 spp.)
      4. Anguloa Ruiz & Pav. (9 spp.)
      5. Sudamerlycaste Archila (49 spp.)
      6. Xylobium Lindl. (34 spp.)
      7. Scuticaria Lindl. (12 spp.)
      8. Rudolfiella Hoehne (7 spp.)
      9. Bifrenaria Lindl. (23 spp.)
      10. Guanchezia G. A. Romero & Carnevali (1 sp.)
      11. Horvatia Garay (1 sp.)
      12. Teuscheria Garay (10 spp.)

    8. Subtribus Zygopetalinae Schltr.
      1. Zygopetalum Hook. (12 spp.)
      2. Cryptarrhena R. Br. (2 spp.)
      3. Dichaea Lindl. (131 spp.)
      4. Benzingia Dodson (11 spp.)
      5. Chaubardiella Garay (8 spp.)
      6. Stenia Lindl. (23 spp.)
      7. Huntleya Bateman ex Lindl. (15 spp.)
      8. Kefersteinia Rchb. fil. (60 spp.)
      9. xAckersteinia Neudecker (0 sp.)
      10. Stenotyla Dressler (8 spp.)
      11. Cochleanthes Raf. (1 sp.)
      12. Warszewiczella Rchb. fil. (10 spp.)
      13. Pescatoria Rchb. fil. (22 spp.)
      14. Euryblema Dressler (2 spp.)
      15. Chondroscaphe (Dressler) Senghas & Gerlach (14 spp.)
      16. Daiotyla Dressler (5 spp.)
      17. Echinorhyncha Dressler (5 spp.)
      18. Aetheorhyncha Dressler (1 sp.)
      19. Ixyophora Dressler (8 spp.)
      20. Chondrorhyncha Lindl. (7 spp.)
      21. Pridgeonia Pupulin (1 sp.)
      22. Cheiradenia Lindl. (1 sp.)
      23. Warreella Schltr. (2 spp.)
      24. Warreopsis Garay (4 spp.)
      25. Vargasiella C. Schweinf. (3 spp.)
      26. Warrea Lindl. (3 spp.)
      27. Otostylis Schltr. (2 spp.)
      28. Paradisanthus Rchb. fil. (4 spp.)
      29. Hoehneella Ruschi (2 spp.)
      30. Koellensteinia Rchb. fil. (19 spp.)
      31. Galeottia A. Rich. (12 spp.)
      32. Batemannia Lindl. (5 spp.)
      33. Zygosepalum Rchb. fil. (8 spp.)
      34. Chaubardia Rchb. fil. (3 spp.)
      35. Neogardneria Schltr. (1 sp.)
      36. Aganisia Lindl. (4 spp.)
      37. Promenaea Lindl. (19 spp.)
      38. Pabstia Garay (6 spp.)

    9. Subtribus Stanhopeinae Benth.
      1. Braemia Jenny (1 sp.)
      2. Paphinia Lindl. (16 spp.)
      3. Horichia Jenny (1 sp.)
      4. Houlletia Brongn. (10 spp.)
      5. Schlimmia Planch. & Linden (2 spp.)
      6. Trevoria F. Lehm. (6 spp.)
      7. Cirrhaea Lindl. (7 spp.)
      8. Gongora Ruiz & Pav. (75 spp.)
      9. Acineta Lindl. (13 spp.)
      10. Lueddemannia Rchb. fil. (3 spp.)
      11. Lacaena Lindl. (2 spp.)
      12. Vasqueziella Dodson (1 sp.)
      13. Polycycnis Rchb. fil. (18 spp.)
      14. Lueckelia Jenny (1 sp.)
      15. Kegeliella Mansf. (4 spp.)
      16. Soterosanthus Lehm. ex Jenny (1 sp.)
      17. Stanhopea Frost ex Hook. (78 spp.)
      18. Embreea Dodson (1 sp.)
      19. Sievekingia Rchb. fil. (11 spp.)
      20. Coryanthes Hook. (65 spp.)

    10. Subtribus Coeliopsidinae Szlach.
      1. Coeliopsis Rchb. fil. (1 sp.)
      2. Lycomormium Rchb. fil. (5 spp.)
      3. Peristeria Hook. (10 spp.)

    11. Subtribus Dipodiinae
      1. Dipodium R. Br. (40 spp.)

  16. Tribus Epidendreae Lindl.
    1. Subtribus Agrostophyllinae
      1. Agrostophyllum Blume (141 spp.)
      2. Earina Lindl. (8 spp.)

    2. Subtribus Ponerinae Pfitzer
      1. Ponera Lindl. (4 spp.)
      2. Nemaconia Knowles & Westc. (6 spp.)
      3. Helleriella A. D. Hawkes (2 spp.)
      4. Isochilus R. Br. (14 spp.)

    3. Subtribus Calypsoinae
      1. Ephippianthus Rchb. fil. (2 spp.)
      2. Dactylostalix Rchb. fil. (1 sp.)
      3. Calypso Salisb. (1 sp.)
      4. Tipularia Nutt. (7 spp.)
      5. Changnienia Chien (2 spp.)
      6. Govenia Lindl. (30 spp.)
      7. Aplectrum Nutt. (1 sp.)
      8. Cremastra Lindl. (7 spp.)
      9. Oreorchis Lindl. (18 spp.)
      10. Corallorhiza Châtel. (15 spp.)
      11. Yoania Maxim. (4 spp.)
      12. Danxiaorchis J. W. Zhai et al. (2 spp.)
      13. Coelia Lindl. (5 spp.)

    4. Subtribus Chysidinae Schltr.
      1. Chysis Lindl. (15 spp.)

    5. Subtribus Bletiinae Benth.
      1. Bletia Ruiz & Pav. (55 spp.)

    6. Subtribus Laeliinae Benth.
      1. Meiracyllium Rchb. fil. (2 spp.)
      2. Orleanesia Barb. Rodr. (8 spp.)
      3. Jacquiniella Schltr. (12 spp.)
      4. Scaphyglottis Poepp. & Endl. (84 spp.)
      5. Nidema Britton & Millsp. (2 spp.)
      6. Domingoa Schltr. (5 spp.)
      7. Arpophyllum La Llave & Lex. (5 spp.)
      8. Alamania La Llave & Lex. (1 sp.)
      9. Isabelia Barb. Rodr. (3 spp.)
      10. xIsanitella Leinig (0 sp.)
      11. Loefgrenianthus Hoehne (1 sp.)
      12. Homalopetalum Rolfe (8 spp.)
      13. Pygmaeorchis Brade (2 spp.)
      14. Epidendrum L. (1822 spp.)
      15. Microepidendrum Brieger (5 spp.)
      16. Dimerandra Schltr. (5 spp.)
      17. Barkeria Knowles & Westc. (19 spp.)
      18. Acrorchis Dressler (1 sp.)
      19. Tetramicra Lindl. (10 spp.)
      20. Artorima Dressler & G. E. Pollard (2 spp.)
      21. Hagsatera R. González (2 spp.)
      22. Pseudolaelia Porto & Brade (23 spp.)
      23. Leptotes Lindl. (9 spp.)
      24. Dinema Lindl. (2 spp.)
      25. Oestlundia W. E. Higgins (5 spp.)
      26. Amoana Leopardi & Carnevali (2 spp.)
      27. Encyclia Hook. (194 spp.)
      28. Prosthechea Knowles & Westc. (133 spp.)
      29. Psychilis Raf. (15 spp.)
      30. Caularthron Raf. (2 spp.)
      31. Cattleya Lindl. (140 spp.)
      32. Guarianthe Dressler & W. E. Higgins (4 spp.)
      33. Broughtonia R. Br. (6 spp.)
      34. Quisqueya Dod (4 spp.)
      35. Schomburgkia Lindl. (21 spp.)
      36. xSchombolaelia (0 sp.)
      37. Laelia Lindl. (7 spp.)
      38. Adamantinia van den Berg & C. N. Gonç. (1 sp.)
      39. Myrmecophila Rolfe (9 spp.)
      40. Rhyncholaelia Schltr. (2 spp.)
      41. Brassavola R. Br. (15 spp.)
      42. Constantia Barb. Rodr. (6 spp.)

    7. Subtribus Pleurothallidinae Lindl. ex G. Don
      1. Neocogniauxia Schltr. (2 spp.)
      2. Dilomilis Raf. (5 spp.)
      3. Tomzanonia Nir (1 sp.)
      4. Brachionidium Lindl. (83 spp.)
      5. Atopoglossum Luer (3 spp.)
      6. Sansonia Chiron (2 spp.)
      7. Octomeria R. Br. (142 spp.)
      8. Dresslerella Luer (14 spp.)
      9. Myoxanthus Poepp. & Endl. (51 spp.)
      10. Echinosepala Pridgeon & M. W. Chase (17 spp.)
      11. Pupulinia Karremans & Bogarín (1 sp.)
      12. Restrepiella Garay & Dunst. (5 spp.)
      13. Barbosella Schltr. (19 spp.)
      14. Restrepia Kunth (63 spp.)
      15. Pleurothallopsis Porto & Brade (20 spp.)
      16. Chamelophyton Garay (1 sp.)
      17. Acianthera Scheidw. (303 spp.)
      18. Lankesteriana Karremans (24 spp.)
      19. Zootrophion Luer (31 spp.)
      20. Trichosalpinx Luer (31 spp.)
      21. Tubella (Luer) Archila (73 spp.)
      22. Pseudolepanthes (Luer) Archila (11 spp.)
      23. Pendusalpinx Karremans & Mel. Fernández (7 spp.)
      24. Opilionanthe Karremans & Bogarín (2 spp.)
      25. Gravendeelia Bogarín & Karremans (1 sp.)
      26. Stellamaris Mel. Fernández & Bogarín (1 sp.)
      27. Anathallis Barb. Rodr. (121 spp.)
      28. Lepanthopsis (Cogn.) Ames (49 spp.)
      29. Lepanthes Sw. (1131 spp.)
      30. Draconanthes (Luer) Luer (6 spp.)
      31. Frondaria Luer (2 spp.)
      32. Trisetella Luer (28 spp.)
      33. Dracula Luer (145 spp.)
      34. Porroglossum Schltr. (56 spp.)
      35. Masdevallia Ruiz & Pav. (640 spp.)
      36. Diodonopsis Pridgeon & M. W. Chase (4 spp.)
      37. Phloeophila Hoehne & Schltr. (5 spp.)
      38. Luerella Braas (1 sp.)
      39. Ophidion Luer (15 spp.)
      40. Andreettaea Luer (1 sp.)
      41. Andinia (Luer) Luer (81 spp.)
      42. Dryadella Luer (61 spp.)
      43. Specklinia Lindl. (111 spp.)
      44. Muscarella Luer (56 spp.)
      45. Scaphosepalum Pfitzer (54 spp.)
      46. Platystele Schltr. (120 spp.)
      47. Teagueia (Luer) Luer (18 spp.)
      48. Stelis Sw. (1335 spp.)
      49. Pleurothallis R. Br. (535 spp.)
      50. Pabstiella Brieger & Senghas (147 spp.)
      51. Madisonia Luer (7 spp.)

## Galerija
- Habenaria radiata
- Pterostylis coccina
- Neuwiedia griffithii
- Cypripedium acaule
- Ophrys insectifera
- Catasetum fimbriatum.
- Holcoglossum kimballianum
- Spiranthes spiralis
- Vanilla
- Bulbophyllum putidum
- Cattleya intermedia
- Kultivirana
 Epidendrum ciliare
- Dracula vampira
- Rossioglossum grande
- Vanda tricolor
var. suavis
- Oncidium papilio
- Phalaenopsis hibrid
- Renanthera storei

## Sinonimi
- Apostasiaceae Lindl.
- Cypripediaceae Lindl.
- Limodoraceae Horan.
- Liparidaceae Vines
- Neottiaceae Horan.
- Neuwiediaceae R.Dahlgren ex Reveal & Hoogland
- Ophrydaceae Vines
- Pycnanthaceae Ravenna
- Vanillaceae Lindl.

## Vanjske poveznice
|  | Zajednički poslužitelj ima još gradiva o temi Orchidaceae |
|  | Wikivrste imaju podatke o taksonu Orchidaceae             |